# Meertje de Waal
Meertje de Waal is een natuurgebied in Rockanje op Voorne-Putten in de provincie Zuid-Holland. Dit natuurgebied van 25 hectare wordt beheerd door Natuurmonumenten. Het bestaat uit rietlanden, moerasbos, graslanden en open water met een zandbodem.
Meertje de Waal is een overblijfsel van de kreek de Strype, een voormalige getijdengeul, het stond in het verleden in verbinding met open zee. Dit veranderde in 1350 door de aanleg van de Vleerdamsedijk. Het welwater dat uit het zand onder de kleilaag in het gebied afkomstig is, is zeer zout hetgeen ook blijkt uit zoute wellen in de aanliggende polders. Op de plek van het meertje ontbreekt de kleilaag omdat die daar vroeger door de snel stromende geul is weggeschuurd. Zout kwelwater kan er daardoor vrij naar de oppervlakte komen. Dit is er de oorzaak van dat bij het meertje zoutminnende planten als zilte schijnspurrie, zeeaster en melkkruid groeien. Het natuurgebied is niet toegankelijk, maar vanaf de Vleerdamsedijk te overzien.

## Ligging
Het Meertje De Waal ligt direct ten noorden van het dorp Rockanje op het Zuidhollandse eiland Voorne. Het ligt in de zuidwesthoek van de Strypepolder. 
Het gebied dat in beheer is bij Natuurmonumenten heeft een oppervlakte van 24 ha. 
Het ligt in een gebied, dat aan de west- en noordzijde ruwweg wordt begrensd door de Vleerdamsedijk. Aan de zuidzijde ligt de Dorpsweg en oostelijk daarvan de Molendijk. 
Het Meertje is aan de westzijde het breedst en wordt naar het oosten smaller en gaat over in de Strypse wetering. In het aangrenzende gebied van de Strypse wetering is tussen 2006 en 2009 door het Waterschap Hollandse Delta het project "kreekherstel Strypse Wetering" uitgevoerd over een gebied van 18 ha. Het gebied van het Meertje De Waal is daarmee onderdeel geworden van een groter aaneengesloten "wetland". 
De Dorpsweg is geheel bebouwd. Het eerste stuk van de Molendijk, tot aan de korenmolen eveneens. Langs de Vleerdamsedijk is weinig bebouwing. Het grootste gebouw is daar "Walesteyn".
Anno 2022 bestaat het gebied dat wordt beheerd door Natuurmonumenten uit rietlanden, moerasbos, graslanden en open water. 

## Steen en modder
In het meertje kwam een bijzonder natuurverschijnsel voor: kalksteenafzetting, ook wel groeiende steen genoemd. Hiervan is niets meer zichtbaar. De Betjeskelder is een put in het noordwesten van het natuurgebied. Men ontdekte begin twintigste eeuw dat modder uit de put een heilzame werking had voor reumapatiënten. Gedurende de periode van 1916 tot 1922 was daarom in boerderij Walesteyn een kuuroord gevestigd. Klei werd ten behoeve van daar aanwezige kuurders uit de put gedolven en naar de boerderij gebracht.

## Sage
Er bestaat een sage over de Betjeskelder als bodemloze put. Het betreft een verhaal over een liefdesdrama dat zich rond 1600 zou hebben afgespeeld. Het gaat over de onmogelijke liefde tussen Mark, zoon van een welgestelde boer uit Rockanje, en Betje, dochter van een van de huishoudsters. Mark vertelde Betje dat hun liefde onverwoestbaar was als een rots. Maar hoe dramatisch anders liep het. Mark viel als een blok voor de vrouw die zijn vader als huwelijkskandidate naar voren schoof. Betje rende weg, richting Meertje De Waal. Mark en de anderen gingen erachteraan, ze zagen haar het water in gaan. Het water kwam in beroering en er verscheen een draaikolk waar Betje in verdween. Mark stond aan de kant naar haar te roepen en aangezien hij te dichtbij stond werd ook hij door het water gegrepen. Onmiddellijk werd het water rustig en ze waren allebei weg. Daarna kreeg de put de naam Betjeskelder.